# Никитин, Александр Андреевич
Александр Андреевич Никитин (1823—1867) — русский купец 1-й гильдии и государственный деятель, Почётный гражданин города Владимира, потомственный почетный гражданин. Городской голова города Владимира.

## Биография
Родился в селе Черкутино 3 ноября 1823 года в семье Андрея Никитича Никитина (был его старшим сыном). Детские годы провел во Владимире.
Еще в 1844 году Александр Никитин принимал участие перестройке владимирской тюрьмы, выступив подрядчиком работ, оцененных в две тысячи рублей. Одновременно занимался и благотворительной деятельностью, пожертвовав в 1844 году дом для Александринского детского приюта — это было первое учебное заведение в городе для круглых сирот: девочек от трех до двенадцати лет, никакой платы за содержание и воспитание с них не бралось. В том числе и его стараниями во Владимире был построен водопровод.
В 1858 году вместе с братьями Лукой и Матвеем Лосевыми, выступая совместно с Галактионом Ивановичем Миндовским), Александр Андреевич стал основателем предприятия «Товарищество Собинской мануфактуры бумажных изделий», которое было построено на Собинской пустоши, принадлежавшей Никитиным, на реке Клязьма во Владимирском уезде.
Свою службу на гражданском поприще Никитин начал в 1848 году с должности заседателя в палате гражданского суда. В разные годы был директором губернского попечительного комитета о тюрьмах и попечителем городской больницы. С 1850 года и до конца жизни Александр Андреевич состоял старостой при церкви Бориса и Глеба во Владимире, сменив на этом посту своего отца. В 1866 году его избрали председателем Владимирской уездной управы и почетным мировым судьей Владимирского уезда. В 1854 году Александр Андреевич Никитин стал городским головой Владимира, проработав на этой должности по 1867 год. В 1866 году с делегацией от Владимирской губернии он ездил в Санкт-Петербург для принесения поздравлений императору Александру II по случаю неудавшегося на него покушения. 
Умер после тяжёлой болезни 31 октября 1867 года во Владимире, был похоронен на Князь-Владимирском кладбище города; его могила утеряна.
За свои заслуги перед обществом был награждён орденом Св. Станислава 3-й степени, золотыми медалями для ношения на шее на Аннинской, Владимирской, Александровской и Андреевской лентах, а также бронзовой медалью в память Крымской войны 1853-1856 годов.